# نزف التوليد
نزف التوليد (باللاتينية: Obstetrical hemorrhage) يشير إلى أي نزيف حاد خلال الحمل أو بعد الولادة. النزيف قد يكون مهبلي أو داخلي في جوف البطن. عادة ما يكون سبب النزيف متعلق بالحمل، لكن بعض أنواع النزيف قد تكون من أسباب أخرى.

## فترات النزف

### خلال الحمل المبكر

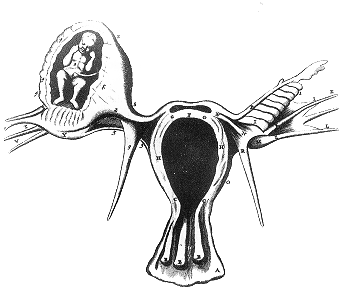
رسمة توضح الحمل خارج الرحم وهو من أهم مسببات وفاة الأم ويعتبر من أهم الحالات الطارئة في طب التوليد

في المراجعة العاشرة للتصنيف الدولي للأمراض؛ يُقصد بالنزيف المبكر خلال الحمل هو حدوث نزيف -حاد أو بسيط- قبل 20 أسبوعا من عمر الحمل.
هناك أيضًا نزيف الولادة الذي يحصلُ خلال الثلث الأول من الحمل (0 أسبوع-12 أسبوعًا من عمر الحمل). في حقيقة الأمر؛ يُعدّ نزيف الولادة أمر شائع نسبيًا حيث يحصل لحوالي 25% من النساء خلال الحمل طبعا.
التشخيص التفريقي لنزيف التوليد هو على النحو التالي مع ضرورة مراعاة الاستذكار:
- الإجهاض التلقائي: بيّنت دراسة غربية أن نسبة خطر الإجهاض العفوي أثناء الحمل خلال الأشهر الثلاثة الأولى تصلُ لـ 9% ثم ترتفع إلى 12% خلال حدوث نزيف في بداية الحمل. ليس هذا فقط؛ ففي حالة ما كان النزيفُ حادًا فإن نسبة خطر الإجهاض التلقائي تتضاعف وتصل حدّ 24%.[5]
- مرض ورم الأرومة الغاذية الحملي
- الحمل المنتبذ ويُقصد به الحمل خارج الرحم وبالتحديد في قناة فالوب؛ مما يعني أنّ حُدوثَ نزيفٍ داخلي قد يكون قاتلاً في حالة ما لم يُعالج. في الحالات التي يكون فيها نزيف حاد؛ يتم اللجوء إلى تخطيط الصدى التوليدي الذ يساعد على تشخيص الحمل من مكان غير معروف وتُشير التقديرات إلى أن هناك حوالي 6% من حالات الحمل خارج الرحم.[6]
- تدمّي المشيمية
- أسباب تتعلق بالجهاز البولي التناسلي
- نزيف المهبل
- نزيف على مُستوى عنق الرحم

هناك أسباب أخرى للنزيف المبكر خلال الحمل وهي كالتالي:
- النزيف ما بعد الممارسة الجنسية خلال الحمل، خاصة عندما يكون مهبلي.
- قد يتسبب العلاج الطبي في حدوث نزيف كما أن استعمال مواد أخرى على غرار المنشطات الجنسية، مضادات التخثر أو حبوب منع الحمل قد تلعب دورًا في هذه الحالة.[7]
- العدوى [8]

### خلال الحمل
يحدث نزيف ما قبل الولادة أثناء الحمل ابتداء من الأسبوع 24، فيما تذكر مصادر أخرى أن هذا النّزيف قد يحصل ابتداء من الأسبوع 20. أمّا السبب فذلك فيعود إلى انخفاض في المشيمة المنزاحة أو حدوث تقلبات بالقرب من فوهة عنق الرحم الداخلية. هذا النزيف يحدث بما يقرب من 4 نساء من أصل 1000. عادة ما يستدعي هذا النزيف حلاً قبل الولادة خاصة في حالة العملية القيصرية. يُمكن أن يؤدي انفصال المشيمة المبكر أيضا إلى نزيف الولادة وقد تتأثر السيدة به في حالة ما دخلت في حالة صدمة مثل حادث سيارة أو سقوط.
هناكََ اعتبارات أخرى تشمل تقييم النزيف قبل الولادة وهي: تعقيم المهبل ثم تقييم حالة المريضة عند اقتراب الأسبوع الـ 40 من الحمل. فضلا عن تقييم آخر لتمدد عنق الرحم الذي قد يحتاج إلى التدخل الطبي للمساعدة في الحفاظ على الحمل.

#### أثناء العمل
إلى جانب المشيمة المنزاحة أو انفصال المشيمة؛ فإن تمزق الرحم قد يسبب كذلك نزيفا حدا وتُعد هذه الحالة خطِرة كونها قد تُؤدي إلى نزيف داخلي أو خارجي. بالنسبة لنزيف الجنين فهو أمر نادر الحدوث إلا أنه قد يحدث أحيانا بسبب اقتراب الحبل السري من منطقة المشيمة. هناك أيضا اختبارات أخرى تقوم على التفريق بين دم الأم ودم الجنين من أجل تحديد مصدر النزيف.

### بعد الولادة
يُقصد بنزيف ما بعد الولادة فقدان أكثر من 500 مل من الدم بعد الولادة المهبلية أو 1000 مل من الدم بعد الولادة القيصرية. هناك تعريفات أخرى لهذا المفهوم لكن الاختلاف يبقى فقط في كمية الدم المفقود بعد الولادة. يُرافق هذا النزيف عدم استقرار الدورة الدموية بالإضافة إلى انخفاض الهيموغلوبين إلى أكثر من 10 %، كما يتطلب نقل الدم في بعض الحالات. يُعد نزيف ما بعد الولادة نزيفاً «غير منضبط»حيث يحدث في أول 24 ساعة بعد الولادة في حين يحدث نويف ثانوي ثاني بين 24 ساعة وستة أسابيع.

## عوامل الخطر
في حالات نادرة؛ تسبب نزيف الدم في اضطرابات في الدم مما نجم عنه أمراض مثل الهيموفيليا، مرض فون ويليبراند أو عامل التاسع أو حتى هيموفيليا ج. هناك خطر الوفاة خلال هذا النزيف وذلك بسبب فسيولوجية وطبيعية دم الأمهات بعد الولادة مما يزيد بشكل كبير من مخاطر ما قد يُحدثه نزيف ما بعد الولادة. قد يتسبب النزيف كذلك في نقص الصفيحات ونخفاض مستويات الصفائح الدموية التي في حالة ما انخفضت إلى أقل من 100.000 لكل ميكروليتر فإن الأم ستدخل في مرحلة خطرة وقد تحصل لها جلطة أثناء أو بعد الولادة.

## الفحوصات الطبية
في حالة ما كان النزف بسيطًا وفي مرحلة مبكرة من الحمل فإن الطبيب عادة ما يطلب التالي:
- القيام بفحوصات لاختبار للتأكد من الحمل أو المساعدة في تشخيص احتمال الإجهاض [18]
- تسليط الموجات فوق الصوتية على المهبل للتأكد من أن الحمل ليس خارج الرحم
- معرفة فصيلة الدم لاستبعاد المرض الانحلالي لحديثي الولادة

أما في حالة ما كان الزيف حادًا نسبيًا وحصل في وقت لاحق من الحمل فيمكن القيام بما يلي:
- عد دموي شامل لفصيلة الدم
- تسليط الموجات فوق الصوتية لتحديد موقع المشيمة
- فحص كلايهاور- بيتكه للتأكد فيما إذا كانت الحامِل قد دخلت في صدمة أم لا

## متفرقات
قد يحدث للحوامل نزيف على مستوى الجهاز التناسلي بسبب الصدمة بما في ذلك الصدمة الجنسية، الأورام الخبيثة مثل سرطان عنق الرحم والأمراض الدموية. في حالة الحمل العنقودي الذي يقوم على انضمام الحيوانات المنوية والبويضة إلى داخل الرحم فإنّ النزيف يمكن أن يكون علامة مبكرة على نمو ورم ما.